# Vườn quốc gia Muddus
Vườn quốc gia Muddus là một vườn quốc gia nằm ở miền bắc Thụy Điển. Nó nằm ở tỉnh Lapland, với phần lớn diện tích nằm trong Gällivare. Hơn nữa, phần lớn vườn quốc gia thuộc Vùng đất Laponia, một di sản thế giới của UNESCO.
Cảnh thiên nhiên tại đây nổi bật nhất là các khu rừng nguyên sinh với những cây lớn, đầm lầy ngập nước, và các khe núi đá sâu. Cây thông lâu đời nhất được biết đến tại Thụy Điển cũng nằm tại đây. Nó được ước tính ít nhất đạt 710 năm tuổi, sau khi người ta tìm thấy nó sau một đám cháy rừng năm 1413 mà nó đã sống sót qua được.